# The Nashville Teens
The Nashville Teens es una banda de rock inglesa formada en Surrey en 1962. Son reconocidos por su sencillo de 1964 "Tobacco Road", canción que logró ingresar en el Top 10 del Reino Unido y en el Top 20 de los Estados Unidos, y que sería grabada por una gran cantidad de artistas de diversos géneros musicales.

## Discografía
- Tobacco Road (1964)
- Nashville Teens (1972)

## Miembros

### Actuales
- Ray Phillips - voz, bajo
- Ken Osborn - guitarra
- Colin Pattenden - bajo
- Simon Spratley - batería
- Adrian Metcalfe - batería